# 大修道院圣穆里思堂

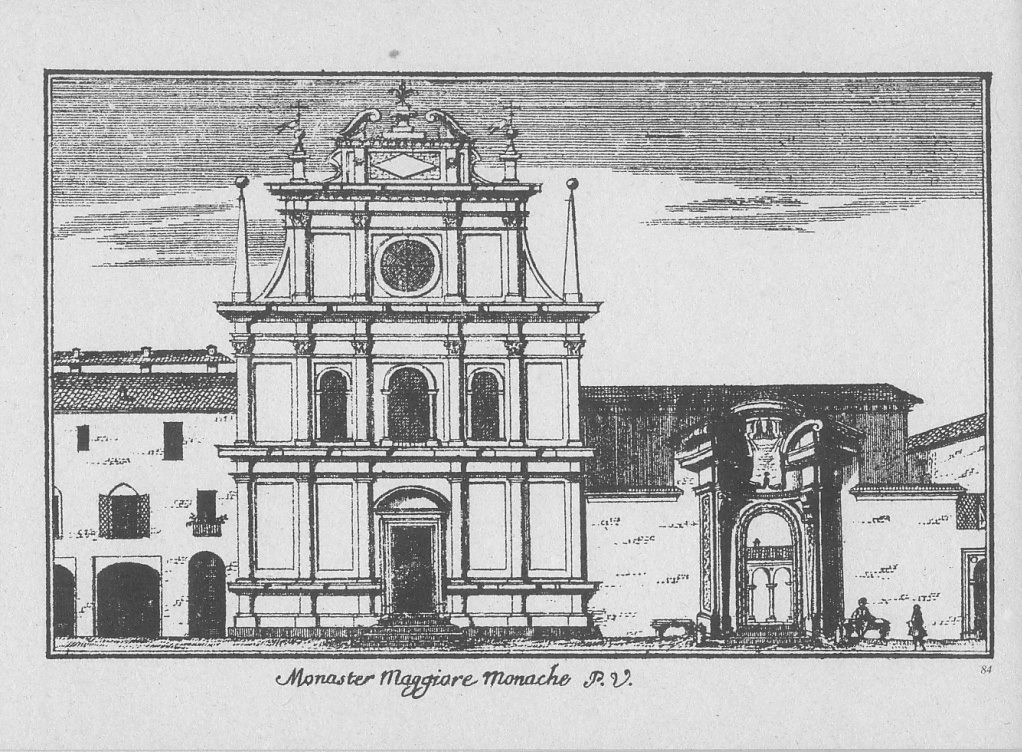
1745年

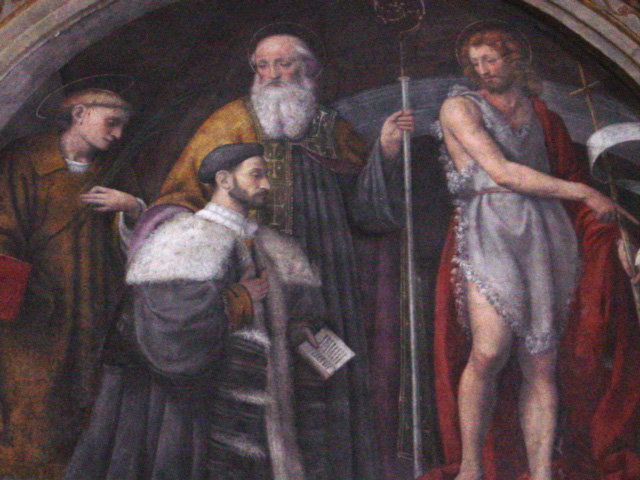
壁画细部

大修道院圣穆里思堂（Chiesa di San Maurizio al Monastero Maggiore）是一座罗马天主教教堂，位于意大利北部城市米兰。它原本附属于米兰最重要的本笃会修女院，圣穆里思大修道院（Monastero Maggiore di San Maurizio），原址现已改为考古博物馆。根据義大利-阿爾巴尼亞禮天主教會的传统，今天该堂从10月至6月的每个星期日，使用拜占庭礼和通用希臘語。 它也用作音乐厅。

## 历史

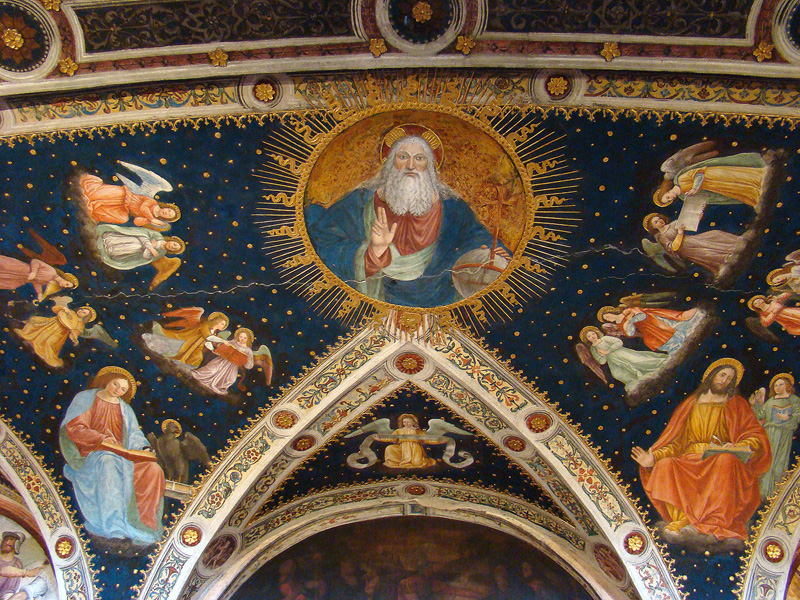
天花板

该建筑群始建于伦巴底人时期，部分重新使用了古罗马建筑，包括一个多边形塔楼，是馬克西米安城墙遗物，和一个方形塔楼，最初是古代赛马场的一部分，后来用作教堂的钟楼。修道院现在是米兰考古博物馆的所在地。

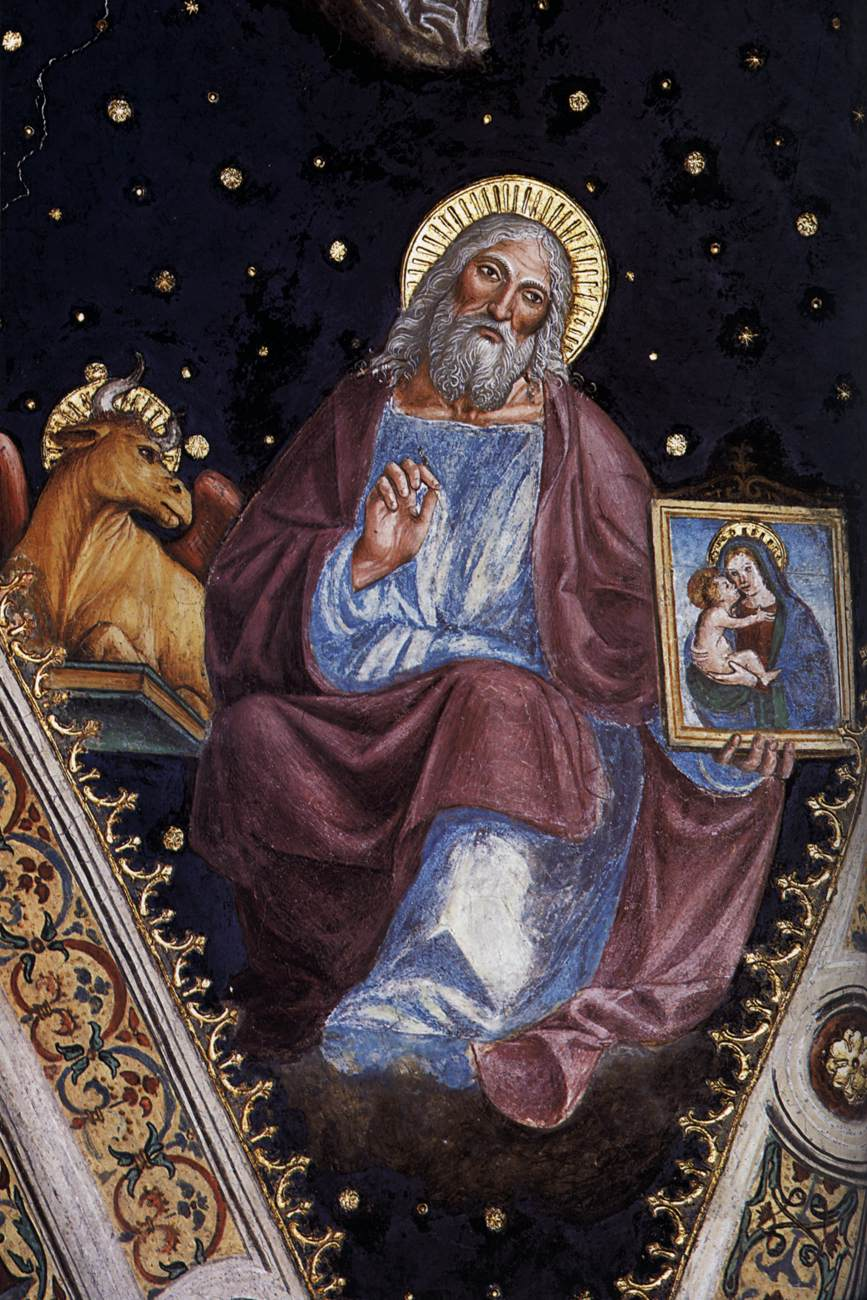
圣路加，来自文森佐·福帕的壁画

教堂始建于1503年，由吉安·贾科莫·多尔切博诺与乔瓦尼·安东尼奥·阿玛迪奥合作设计。15年后由克里斯托弗罗·索拉里完成，分为两部分：一部分由教友使用，另一部分供修女使用。在1794年之前，严禁修女越过分隔墙。

## 建筑
立面覆盖着奥尔纳瓦索的灰色石头。
内部的中殿用分隔墙隔开，修女们在格栅后面望弥撒，两侧是拱顶的小堂，顶部是塞利奥拱凉廊。

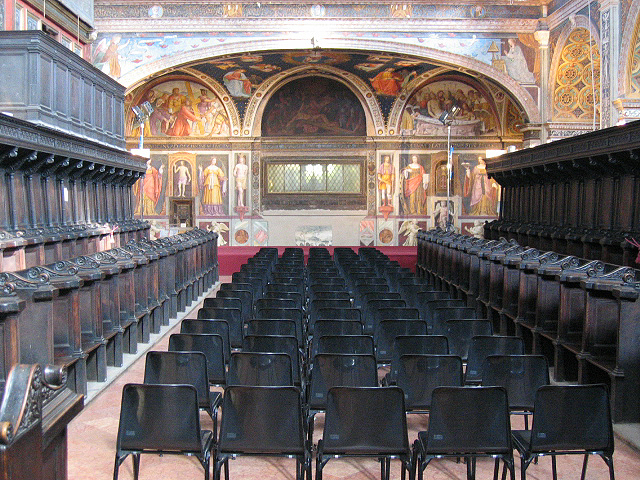
内部

教堂最重要的艺术品是墙壁上的16世纪系列壁画。分隔壁上的贝尔纳迪诺·路易尼壁画，描绘了圣穆里思的生平，旁边是安东尼奥·坎皮的《三博士来朝》。教友区的小堂描绘了贝纳迪诺的儿子奥雷利奥·路尼,和他的兄弟们。反立面是西蒙纳·彼得扎诺的壁画（1573）。贝尔纳迪诺·路易尼在右侧还画了圣加大肋纳小堂（1530）。壁画还受到弗利画派（美洛佐·达·弗利和马可·帕尔梅扎诺）的影响。
修女厅
修女厅布满了壁画。隔断墙,是贝纳迪诺·路易尼在16世纪30年代的作品, 描绘了圣加大肋纳、圣亚加大、迦拿的婚礼，基督背负十字架、与耶稣之死。在修女厅的拱顶上，描绘着星空。
在修女厅，有一台1554年的管风琴。